# فرصتنا الأخيرة: السعي نحو السلام في زمن الخطر
فرصتنا الأخيرة: السعي نحو السلام في وقت الخطر (بالإنجليزية: Our Last Best Chance: The Pursuit of Peace in a Time of Peril) هو كتاب باللغة الإنجليزية مترجم لللغة العربية وبثمان لغات عالمية أخرى ألفه الملك عبد الله الثاني بن الحسين، يعرض فيه رؤيته لحل الصراع العربي الإسرائيلي.
يستعرض الملك عبد الله الثاني في كتابه الأول الذي ألفه باللغة الإنجليزية مسيرة الصراع العربي الإسرائيلي على مدى الـ 36 عاماً الماضية والعقبات التي واجهتها المسيرة السلمية. ويقدم الفرصة الأخيرة للسلام في الشرق الأوسط والحل الذي يراه لهذا الصراع.
ويستعرض الملك دور الشريف حسين بن علي وقيادة أبنائه الأربعة الأمراء علي وفيصل وعبد الله وزيد الجيوش العربية ضد قوات العثمانيين، ويشير إلى مقال نشر في مجلة أميركية عن جده الأكبر في 1947 يؤكد فيه أنه ما من شعب من شعوب العالم كان أبعد عن معاداة السامية من العرب.
كما يأتي الملك على ذكر قصة إطلاق النار على زيد الرفاعي عندما كان سفيراً للأردن في المملكة المتحدة، وذكر القرار الذي اتخذه الملك الحسين عام 1965 بنزع لقب ولي العهد عن نجله عبد الله حيث كان في حينها في الثالثة من عمره، وسمى شقيقه الأمير حسن بن طلال ولياً للعهد حيث كان حينها في الثامنة عشر من عمره، فقال الملك عبد الله في كتابه: «كان من أفضل ما فعله لي والدي على الإطلاق لأنه أتاح لي أن أعيش حياة عادية نسبياً».
كما كشفت المذكرات عن أسرار تعرض والده الملك الحسين بن طلال إلى 18 محاولة اغتيال متهماً جمال عبد الناصر بالتورط مرتين في هذه المحاولات حيث ارتكبهما خائنان داخل الديوان الملكي الهاشمي كانا عميلين لجمال عبد الناصر والجمهورية العربية المتحدة، كما انتقد فيها الرئيس ياسر عرفات ومنظمة التحرير الفلسطينية مشيراً إلى أنهم كانوا أحد أسباب زعزعة الاستقرار في الأردن خلال سنوات طويلة.
ويتناول الملك الفترة الصعبة التي مر بها الأردن بعد حرب عام 1967 والصراع مع ياسر عرفات الذي كان يريد السيطرة على الأردن من خلال أحداث أيلول وكيف أنقذ والده الراحل حياة عرفات مرتين: الأولى قبيل هروبه إلى مصر في زي امرأة، حيث عرف الشريف ناصر أنه مختبيء في السفارة المصرية في عمان والتي كانت تستضيف بعثة من الجامعة العربية وكان يريد قتله، والثانية عندما لاحظ الملك الراحل الحسين في عام 1992 بعد حادثة سقوط طائرة عرفات في الصحراء الليبية أن الرئيس الفلسطيني الراحل لم يبد بصحة جيدة، فأرسله إلى مدينة الحسين الطبية وهناك تبين أن عرفات مصاب بجلطة في الدماغ ونجح الأطباء في استئصالها في عملية جراحية طارئة.
كما يروي الملك في كتابه هذا والذي حصلت جريدة الشرق الأوسط على حقوق نشر فصول منه بالعربية قصة فترة غزو العراق للكويت وما لاحقها من أزمات في العلاقات العربية، وكذلك عملية السلام واتفاقية أوسلو والتي أخذ الغضب من الملك الراحل الحسين مأخذه بسبب اخفاء عرفات توقيعه المنفصل مع إسرائيل للاتفاقية. كما يكشف الملك أسرار زيارته للعراق مع والده والذهاب في رحلة لصيد الأسماك مع عدي وقصي نجلي الرئيس العراقي الأسبق صدام حسين، واستخدام عدي لأصابع ديناميت في الصيد، كما يكشف الكتاب عن شعور والده بأن الغرب أساء عمداً فهم وجود الوساطة التي بذلها لتجنب الحرب، واتهامه بالوقوف إلى جانب صدام حسين وأن معظم أصدقائه وقفوا ضده بما فيهم كثيرون في الشرق الأوسط باستثناء شخص واحد بقي إلى جنبه داعماً وهو الأمير تشارلز ولي العهد البريطاني.
ويروي الملك تفاصيل الفترة الأخيرة من حياة والده الراحل وتتركز هذه الفترة على محورين: الأول دور الحسين في عملية السلام في الشرق الأوسط، والثاني تفاصيل انتقال ولاية العهد إليه من عمه الحسن بن طلال والمكايد التي كانت تحاك من وراء الكواليس في عمان أثناء غياب والده في العلاج من مرض السرطان في مشفى مايو كلينك في الولايات المتحدة. كما يروي الملك في كتابه تفاصيل محاولة اغتيال خالد مشعل على أيدي عملاء جهاز الاستخبارات الإسرائيلي الموساد في عمان وانعكاساتها السياسية وكذلك العلاقات السياسية مع حماس من الأردن في صيف 1999.
كما ذكر في كتابه لجوء حسين كامل إلى الأردن وضيافته فيها، والسبب الظاهر لوصول حسين كامل إلى الأردن الذي كان إرادة التوجّه إلى بلغارية في زيارة رسمية.
ويفرّق الملك بين الإسلام الحقيقي والجماعات والحركات التكفيرية المضللة التي اجتاحت المنطقة الغربية في السبعينات وتواصلت في العقود اللاحقة. ويقول «من الأمور التي أحزنتني كثيراً في العقدين الأخيرين ما أصاب الإسلام العظيم من سوء التفسير نتيجة الأعمال التي اقترفتها قلة».
فيذكر عن الإرهاب، «علمت المخابرات بخطة لاغتيالي أنا ومبارك عند وصولنا إلى بيروت فامتنعنا عن السفر».
وقال عند سماعه عن خبر 11 سبتمبر «نجّنا يا رب.. إن أبواب جهنم ستُفتح إذا تبيّن أن مجموعة إسلامية وراء الحدث المزلزل».
ويكشف الملك عن محاولة من تنظيم القاعدة لاغتياله وأسرته في يونيو من عام 2000 في جزيرة رودس اليونانية في البحر الأبيض المتوسط حيث كانوا يقضون عطلة قصيرة. ويقول أن مدير المخابرات اتصل به ليقول: «جاءتنا تقارير تقول إن جماعة من القاعدة تنوي مهاجمة يختك عند وصولك إلى سانتوريني، يجب أن تغير اتجاهك فوراً». وقال مدير المخابرات إن الإرهابيين كانوا ينوون قصف اليخت بصواريخ تطلق عن الكتف، وربما كانوا سيقومون بعملية انتحارية بحيث يقتربون من اليخت بقارب صغير ويفجرون أنفسهم لتدمير اليخت.
كما يذكر الملك الترتيبات الأميركية لغزو العراق في العام 2003 والضغوطات التي تعرض لها الأردن من قبل إدارة الرئيس الأمريكي بوش لاستخدام الأراضي والأجواء الأردنية لمهاجمة العراق ورفض الملك لهذه الضغوطات وكيف تمكن من حماية الأردن من أن يصبح طرفاً في هذه الحرب، خاصة أن أطرافاً داخلية في الأردن ومنهم رؤساء وزراء سابقون كانوا يطالبون الملك بالوقوف إلى جانب صدام حسين كما أشار الكتاب، ولكن الملك كان متأكداً بأن صدام لن يتمكن من الصمود لأسباب عسكرية وسياسية طرحها في الكتاب، مؤكداً بأن الخيار الأفضل كان هو الحياد.
ويأتي الملك على رؤيته الداخلية فيما يتعلق بالإصلاح الاقتصادي والسياسي في الأردن، وسياسته منذ توليه العرش لدفع التنمية الاقتصادية، حيث يعتبر أن وجود طبقة وسطى قوية ومستقرة هو من أهم روافع التنمية الاجتماعية، وإذا ركزنا على البرامج الاقتصادية التي تؤدي إلى توسعة الطبقة الوسطى استطعنا بذلك تقوية الأسس التي تدفع إلى بروز منظمات مجتمع مدني يمكنها مراقبة الحكومات وتقويم أدائها ومحاسبتها وبالتالي وضعها تحت ضغط الرأي العام لجعلها أكثر شفافية. ويتحدث عن حلمه في بينليوكس بين الأردن وفلسطين وإسرائيل، لكن هذه الرؤى الحالمة تبقى أشبه بالسراب إن لم يكتب لها قادة سياسيون يمتلكون جرأة صنع السلام. ويضيف بأنه من أجل مصلحتنا ومستقبلنا جميعاً في هذه المنطقة، يجب أن ندعو العلي القدير لكي يعيننا على تجاوز أحقادنا وشكوكنا التي أبقتنا منقسمين طوال هذه السنين.
كما تحدث الملك عن مدينة القدس وأهميتها ورمزيتها بالنسبة للمسلمين والعرب بشكل عام وللعائلة الهاشمية ووالده الراحل بشكل خاص. كما أتى على ذكر مؤتمر كامب ديفيد الذي أفشلته قضية القدس والمسؤولين عنها، من بين قضايا أخرى، وكذلك إلى الزيارة الاستفزارية التي وصفها «بالانتهاك» عندما قام بها آرييل شارون رئيس المعارضة الإسرائيلية في نهاية سبتمبر للحرم القدسي عام 2000 والتي أدت إلى تفجر انتفاضة الأقصى.
كما تحدث الملك عن مجريات الأحداث على صعيد عملية السلام منذ خطاب الرئيس الأميركي باراك أوباما الشهير في القاهرة في 4 يونيو 2009 والآمال الكبيرة التي بعثها هذا الخطاب والذي شدد فيه على ضرورة وقف البناء الاستيطاني بالكامل لاستئناف المفاوضات المباشرة. وينتقل الملك للحديث عن خيبة الأمل عند العرب التي خلفها التغير في هذا الموقف الأميركي الذي وصفه بـ«النقلة الأساسية» وتهديدات أوباما بالتخلي عن عملية السلام إذا ما عاد الفلسطينيون إلى طاولة المفاوضات مع استمرار البناء الاستيطاني. وتحدث أيضا عن الترتيبات والمداولات التي سبقت لقاء واشنطن الخماسي (أوباما، والملك عبد الله الثاني، والرئيسان المصري حسني مبارك والفلسطيني محمود عباس، ورئيس الوزراء الإسرائيلي إيهود باراك) وإعادة إطلاق المفاوضات المباشرة التي توقفت جراء مماطلات نتنياهو وإصراره على الاستمرار في البناء الاستيطاني.

## روابط خارجية
- Our Last Best Chance: The Pursuit of Peace in a Time of Peril، صفحة الكتاب على موقع أمازون
- فرصتنا الأخيرة: السعي نحو السلام في زمن الخطر  على فيسبوك.
- حلقات من فصول كتاب جلالة الملك “فرصتنا الأخيرة.. السعي نحو السلام في زمن خطر”، مقال على موقع مرايا نيوز